# Безумство (фільм, 2004)
«Безумство» (фр. Wild Side, дослівно — «Дика сторона») — фільм-драма 2004 року, поставлений режисером Себастьєном Ліфшицем. Прем'єра фільму відбулася 8 лютого 2004 на 54-му Берлінському міжнародному кінофестивалі, де він здобув Премію «Тедді» за найкращий художній фільм .

## Сюжет
Трансгендерна жінка на ім'я Стефані живе в Парижі, заробляючи на життя проституцією. Свою маленьку міську квартирку вона ділить з двома молодими людьми: юнаком магрибського походження на ім'я Джамель, який також є хастлером, і російським хлопцем Михайлом, що переховується у Франції від військкомату. Стефані отримує звістку: її мати невиліковно хвора і хоче попрощатися. Дівчина негайно вирушає до рідного селі в північній Франції разом з Михайлом і Джамелем, звідки поїхала 15 років тому. Дні, проведені поряд з помираючою жінкою, примушують її згадати події минулого. Фільм складається з фрагментів цих спогадів без дотримання хронології оповіді.

## У ролях
| Стефані Мікеліні | ···· | Стефані           |
| Ясмін Бельмаді   | ···· | Джамель           |
| Едуард Нікітін   | ···· | Михайло           |
| Жозіан Столеру   | ···· | мати              |
| Корентен Каріно  | ···· | малий П'єр        |
| Перрен Стевенар  | ···· | Кароліна          |
| Бенуа Вераер     | ···· | батько П'єра      |
| Фабріс Родрігез  | ···· | клієнт з коробкою |
| Амін Аджіна      | ···· | брат Джамеля      |
| Крістоф Серме    | ···· | Ніколя            |

## Цікаві факти
- Назва стрічки пов'язана з піснею Лу Ріда «Прогулянка по дикій стороні[en]» [2][3]
- Ролі Стефані і Михайла у фільмі виконують непрофесійні актори.

## Визнання
| Нагороди та номінації фільму «Безумство» | Нагороди та номінації фільму «Безумство»      | Нагороди та номінації фільму «Безумство»    | Нагороди та номінації фільму «Безумство» | Нагороди та номінації фільму «Безумство» | Нагороди та номінації фільму «Безумство» |
| Рік                                      | Кінофестиваль/кінопремія                      | Категорія/нагорода                          | Номінант                                 | Результат                                |                                          |
| ---------------------------------------- | --------------------------------------------- | ------------------------------------------- | ---------------------------------------- | ---------------------------------------- | ---------------------------------------- |
| 2004                                     | 54-й Берлінський міжнародний кінофестиваль    | Премія «Тедді» за найкращий художній фільм  | Безумство                                | Перемога                                 |                                          |
| 2004                                     | 54-й Берлінський міжнародний кінофестиваль    | Приз Манфреда Зальцгебера                   | Себастьєн Ліфшиц                         | Перемога                                 |                                          |
| 2004                                     | Фестиваль «Актори екрану»                     | Приз Мішеля Симона найкращій акторці        | Стефані Мікеліні                         | Перемога                                 |                                          |
| 2004                                     | Міжнародний кінофестиваль в Хіхоні            | Гран-прі Астурія — Найкращий художній фільм | Безумство                                | Номінація                                |                                          |
| 2004                                     | Міжнародний кінофестиваль в Хіхоні            | Спеціальний приз журі                       | Себастьєн Ліфшиц                         | Перемога                                 |                                          |
| 2004                                     | Лос-анджелеський ЛГБТ-кінофестиваль «Аутфест» | Гран-прі журі за найкращий художній фільм   | Безумство                                | Перемога                                 |                                          |
| 2004                                     | Міжнародний кінофестиваль в Сіетлі            | Нагорода New Director's Showcase            | Себастьєн Ліфшиц                         | Перемога                                 |                                          |